# حبيتك بالصيف
حبيتك بالصيف هي أغنية عربية باللهجة اللبنانية («أحببتك في الصيف») غنتها المطربة اللبنانية فيروز من كلمات وألحان الأخوين رحباني.
قدمت فيروز هذه الأغنية لأوّل مرّة ضمن أغاني مسرحية (يعيش يعيش) في عام 1970، ثمّ في جولتها في الولايات المتحدة الأمريكيّة عام 1971.

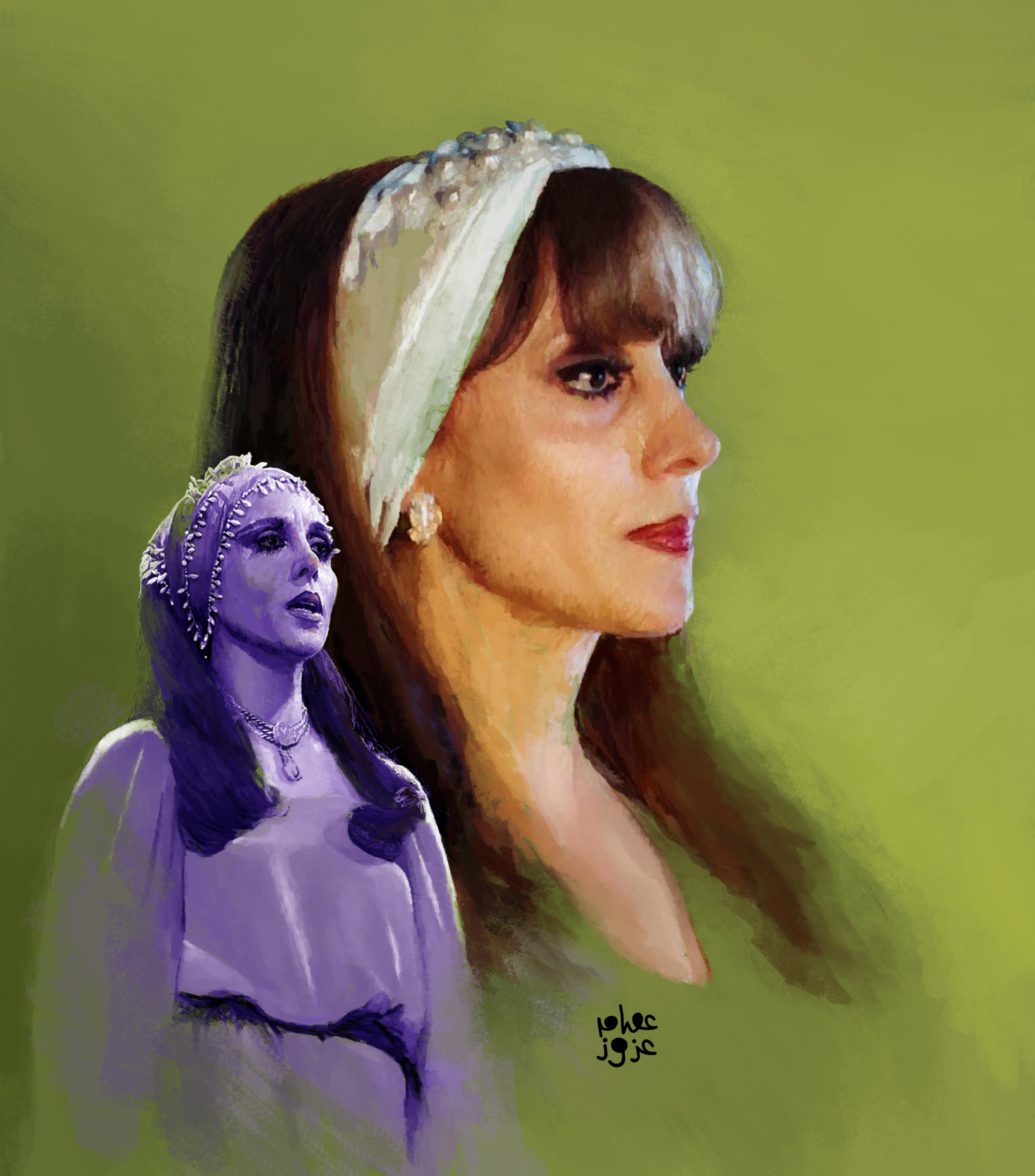
فيروز

وفي عام 1973 قام المغني الفرنسيّ الشهير جان فرانسوا ميكاييل بغناء أغنيته الشهيرة بعنوان Coupable على ذات لحن الأخوين رحباني، ولكن بكلمات فرنسيّة مختلفة.

## قصة الأغنية
روى عاصي الرحباني في أحد الحوارات الإذاعيّة قصة أغنية حبيتك بالصيف قائلًا:
«لا تنسى فيروز الإساءات مهما كانت صغيرة، قبل أن نتزوّج ضربنا موعدًا لنسجّل أغنية، تأخّرتُ عن موعدنا، وللصّدفة أمطرت يومها، فيما كانت فيروز تنتظرنى على الرّصيف، فظلّت تعايرنى 20 سنة، وتقول: إنت نَطَّرْتَني عالرّصيف تحت المطر.. فوجدت نفسى أكتب لها أغنية أقول فيها: حبّيتِك بالصّيف، حبّيتِك بالشّتى، ونطرتِك بالصّيف ونطرتِك بالشّتى. ثمّ عدّلناها إلى صيغة المخاطب المذكّر، لتناسب فيروز حين قرّرت أن تغنّيها».

## الكلمات
بأيام البرد، وأيام الشتي
والرصيف بحيرة، والشارع غريق
تجي هاك البنت من بيتها العتيق
ويقل لها انطريني، وتنطر ع الطريق
ويروح وينساها، وتدبل بالشتي

حبيتك بالصيف.. حبيتك بالشتي
نطرتك بالصيف.. نطرتك بالشتي
وعيونك الصيف.. وعيوني الشتي
ملقانا يا حبيبي
خلف الصيف وخلف الشتي

مرقت الغريبة، عطيتني رسالة
كتبها حبيبي بالدمع الحزين
فتحت الرسالة حروفها ضايعين
ومرقت أيام، وغربتنا سنين
وحروف الرسالة محيها الشتي

حبيتك بالصيف.. حبيتك بالشتي
نطرتك بالصيف.. نطرتك بالشتي
وعيونك الصيف.. وعيوني الشتي
ملقانا يا حبيبي
خلف الصيف وخلف الشتي